# Princess Raccoon
Pour plus de détails, voir Fiche technique et Distribution.
Princess Raccoon' (オペレッタ狸御殿, Operetta tanuki goten) est un film musical japonais de Seijun Suzuki sorti en 2005 et mettant en vedette Zhang Ziyi.

## Fiche technique
- Titre original : オペレッタ狸御殿 (Operetta tanuki goten?)
- Titre français : Princess Raccoon
- Réalisation : Seijun Suzuki
- Scénario : Yoshio Urasawa
- Production : Satoru Ogura
- Musique originale : Michiru Ōshima
- Costumes : Sachiko Ito
- Musique : Michiru Oshima et Ryomei Shirai
- Pays :  Japon
- Langues  : Japonais / Mandarin
- Dates de sortie : 
  -  France : 20 mai 2005 (Festival de Cannes)
  -  Japon : 28 mai 2005

## Distribution
- Zhang Ziyi : Tanukihime
- Joe Odagiri : Amechiyo
- Hiroko Yakushimaru : Ohagi no tsubone
- Mikijiro Hira : Azuchi Momoyama
- Tarō Yamamoto